# Élections européennes de 2014 au Portugal
Les élections européennes de 2014 ont lieu entre le 22 et le 25 mai selon les pays, et le dimanche 25 mai 2014 au Portugal. Ces élections sont les premières depuis l'entrée en vigueur du Traité de Lisbonne qui renforce les pouvoirs du Parlement européen et modifie la répartition des sièges entre les différents États-membres. Ainsi, les Portugais n'élisent pas 22 députés européens comme en 2009, mais seulement 21.

## Mode de scrutin
Les députés européens portugais sont élus au scrutin de liste proportionnel dans une circonscription unique et sans seuil éliminatoire, les sièges étant répartis suivant la méthode d'Hondt.
Lors de ces élections peuvent voter et se porter candidat :
- les citoyens de l'Union européenne âgés de 18 ans ou plus au jour du scrutin, résidant au Portugal et inscrit sur les listes électorales ;
- les citoyens portugais âgés de 18 ans ou plus au jour du scrutin, résidant en dehors du Portugal et inscrits sur les listes électorales[1].

## Campagne

### Candidats et Listes
Contrairement à 2009, le Parti social-démocrate et le Parti populaire, partenaires de coalition au gouvernement depuis 2011, font liste commune pour ces élections.
| Parti | Parti                                                                                      | Parti européen        | Tête de liste             |
| ----- | ------------------------------------------------------------------------------------------ | --------------------- | ------------------------- |
|       | Alliance Portugal (AP) - Parti social-démocrate (PPD/PSD) - Parti populaire (CDS–PP)       | PPE                   | Paulo Rangel              |
|       | Parti socialiste (PS)                                                                      | PSE                   | Francisco Assis           |
|       | Bloc de gauche (BE)                                                                        | PGE                   | Marisa Matias             |
|       | Coalition démocratique unitaire (CDU) - Parti communiste portugais (PCP) - Les Verts (PEV) | PCP : aucun PEV : PVE | João Ferreira             |
|       | Parti de la Terre (MPT)                                                                    |                       | António Marinho e Pinto   |
|       | Parti de la nouvelle démocratie (PND)                                                      | EUDemocrats           | Eduardo Welsh             |
|       | Parti communiste des travailleurs portugais (PCTP/MRPP)                                    |                       | Leopoldo Mesquita         |
|       | Parti national rénovateur (PNR)                                                            | AMNE                  | Humberto Nuno de Oliveira |
|       | Parti populaire monarchiste (PPM)                                                          |                       | Nuno Correia da Silva     |
|       | Mouvement Alternative socialiste (MAS)                                                     |                       | Gil Garcia                |
|       | LIBRE (L)                                                                                  | aucun                 | Rui Tavares               |
|       | Parti démocratique de l'Atlantique (PDA)                                                   |                       | Paulo Casaca              |
|       | Parti pour les animaux et la nature (PAN)                                                  |                       | Orlando Figueiredo        |
|       | Parti ouvrier d'unité socialiste (POUS)                                                    |                       |                           |
|       | Portugal pour la vie (PPV)                                                                 |                       | Acácio Valente            |
|       | Parti travailliste portugais (PTP)                                                         |                       | José Manuel Coelho        |

### Sondages
| Date              | Institut                | Taille échantillon | AP               | PS              | BE              | CDU             | MPT           | Autres / indécis | En tête |
| ----------------- | ----------------------- | ------------------ | ---------------- | --------------- | --------------- | --------------- | ------------- | ---------------- | ------- |
| 7-14 mai 2014     | Aximage                 | 1 027              | 30,2 %           | 37,8 %          | 6,3 %           | 8,8 %           | 4,3 %         | 12,6 %           | 7,6 %   |
| 14-22 avril 2014  | Eurosondagem            | 1 533              | 32,5 %           | 37,5 %          | 5,5 %           | 10,9 %          |               | 13,6 %           | 5,0 %   |
| 9-12 avril 2014   | Aximage                 | 613                | 33,2 %           | 40,9 %          | 4,9 %           | 10,8 %          |               | 10,2 %           | 7,7 %   |
| 25-29 mars 2014   | Pitagórica              | 506                | 33,4 %           | 37,3 %          | 6,4 %           | 9,8 %           |               | 13,1 %           | 3,9 %   |
| 13-19 mars 2014   | Eurosondagem            | 1 525              | 32,1 %           | 36,9 %          | 6,6 %           | 11,9 %          |               | 12,5 %           | 4,8 %   |
| 8-13 mars 2014    | Aximage                 | 755                | 37,4 %           | 39,9 %          | 6,6 %           | 8,2 %           |               | 7,9 %            | 2,5 %   |
| 7–10 janvier 2014 | Aximage                 | 601                | 37.1 %           | 35,5 %          | 6,9 %           | 9,2 %           |               | 11,3 %           | 1,6 %   |
| 2014              |                         |                    |                  |                 |                 |                 |               |                  |         |
| 7 juin 2009       | Résultats des élections | 3 568 943          | 40,1 % 10 sièges | 26,5 % 7 sièges | 10,7 % 3 sièges | 10,6 % 2 sièges | 0,7 % 0 siège | 13,6 %           | 13,6 %  |

## Résultats

### Répartition

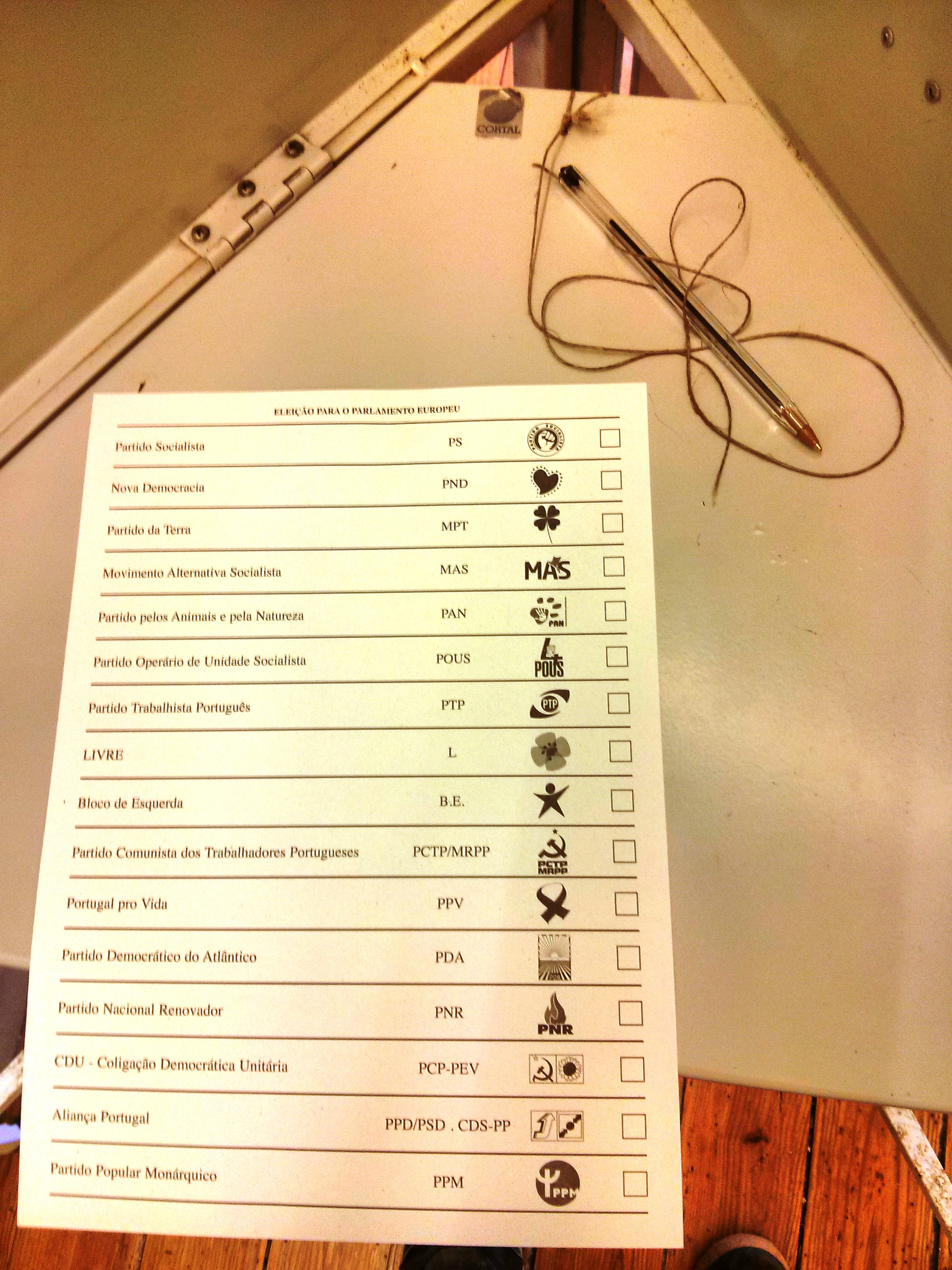
Bulletin de vote.

| Parti                           | Parti                                              | Groupe au PE                    | Voix      | %      | +/−    | Sièges | +/− |
| ------------------------------- | -------------------------------------------------- | ------------------------------- | --------- | ------ | ------ | ------ | --- |
|                                 | Parti socialiste (PS)                              | S&D                             | 1 032 252 | 31,45% | +4,92  | 8      | +1  |
|                                 | Alliance Portugal (PSD-CDS-PP)                     | PPE                             | 909 442   | 27,70% | -12,37 | 7      | -3  |
|                                 | Coalition démocratique unitaire (CDU)              | GUE/NGL                         | 416 151   | 12,69% | +2,05  | 3      | +1  |
|                                 | Parti de la Terre (MPT)                            | ADLE                            | 234 524   | 7,15%  | +6,41  | 2      | +2  |
|                                 | Bloc de gauche (BE)                                | GUE/NGL                         | 149 580   | 4,56%  | -6,16  | 1      | -2  |
|                                 | Personnes–Animaux–Nature (PAN)                     |                                 | 71 559    | 2,18%  | N/A    | 0      | N/A |
|                                 | Parti pour les animaux et la nature                |                                 | 56 343    | 1,72%  | N/A    | 0      | N/A |
|                                 | Parti communiste des travailleurs portugais (PCTP) |                                 | 54 613    | 1,66%  | +0,45  | 0      | =   |
|                                 | Parti de la nouvelle démocratie (PND)              |                                 | 23 020    | 0,7%   | N/A    | 0      | N/A |
|                                 | Parti travailliste portugais (PTP)                 |                                 | 22 523    | 0,69%  | N/A    | 0      | N/A |
|                                 | Parti populaire monarchiste (PPM)                  |                                 | 17 724    | 0,54%  | +0,15  | 0      | =   |
|                                 | Parti national rénovateur (PNR)                    |                                 | 15 013    | 0,46%  | +0,09  | 0      | =   |
|                                 | Mouvement Alternative socialiste (MAS)             |                                 | 12 443    | 0,38%  | N/A    | 0      | N/A |
|                                 | Portugal pour la vie                               |                                 | 12 339    | 0,38%  | N/A    | 0      | N/A |
|                                 | Parti démocratique de l'Atlantique (PDA)           |                                 | 5 314     | 0,16%  | N/A    | 0      | N/A |
|                                 | Parti ouvrier d'unité socialiste (POUS)            |                                 | 3 692     | 0,11%  | +0,03  | 0      | =   |
| Bulletins blancs                | Bulletins blancs                                   | Bulletins blancs                | 144 840   | 4,41%  | -0,24% |        |     |
| Bulletins nuls                  | Bulletins nuls                                     | Bulletins nuls                  | 100 484   | 3,06%  | +1,1%  |        |     |
| Total (Participation :34,50% %) | Total (Participation :34,50% %)                    | Total (Participation :34,50% %) | 3 281 856 | 100,00 | -      | 21     | −1  |
| Inscrits                        | Inscrits                                           | Inscrits                        | 9 753 568 |        |        |        |     |